# Péréquation
La péréquation peut désigner deux concepts proches :
- Le comblement des déficits d'exploitation d'une activité par les excédents d'exploitation d'autres activités.
- Les systèmes de transferts d'impôts entre les entités fédérées d'un État fédéral (ex.: Länder allemands) ou de redistribution du financement de l'État parmi des entités territoriales à l'intérieur d'un État unitaire (ex.: collectivités territoriales en France).

## Péréquation tarifaire en France

### Cas du secteur public
C'est un mécanisme de redistribution qui vise à réduire les écarts de richesse et les inégalités — mais au détriment d'une transparence sur les coûts réels, ce qui peut biaiser les décisions.
Ce système est une règle de gestion des services publics, qui les contraint d'assurer des missions déficitaires. Ce système ne s'applique pas aux lignes SNCF exploitées dans le cadre de conventions avec une Autorité Organisatrice de Transport (AOT) qui comblent les déficits d'exploitations par une subvention.
La péréquation tarifaire crée des situations problématiques quand les opérateurs publics sont confrontés à une concurrence privée elle-même non soumise à cette péréquation.
La péréquation peut aussi être un système de redistribution des ressources financières entre plusieurs personnes publiques. Par exemple, la dotation globale de fonctionnement (DGF) que l'État verse aux collectivités comprend plusieurs mécanismes "péréquateurs" afin de gommer les inégalités (sociales, économiques ou géographiques) entre celles-ci. Ainsi, les communes pourront se voir verser une dotation de solidarité rurale, une dotation de solidarité urbaine ou une dotation nationale de péréquation, en plus de leur dotation forfaitaire.

### Cas de l'édition
La loi de péréquation a une grande importance dans le domaine des métiers du livre, et notamment de la librairie. L'exemple d'une librairie permet de mieux comprendre le principe de péréquation : la seule vente d'ouvrages dits « difficiles » (à rotation lente) dans une librairie, touchant un public restreint, ne permettrait pas d'assurer la rentabilité de la boutique. On compte alors sur les auteurs « grand public » pour assurer la pérennité de l'entreprise et, indirectement, permettre de mettre en avant les ouvrages plus « difficiles » dont la vente ne sera plus obligatoirement immédiate (donc possible...).
Ce procédé est aussi courant dans le milieu de l'édition. En effet, la publication d'ouvrages à fort potentiel de vente permet aux éditeurs de publier des ouvrages dont les auteurs n'ont pas encore rencontré leurs publics.

### Cas du secteur privé
La péréquation s'oppose à la discrimination tarifaire (principe de tarification des entreprises privées) dans laquelle chacun paie selon la valeur qu'il attribue au produit. Elle a notamment été appliquée en France sur les réseaux électrique et téléphonique, et est menacée par la libéralisation de ces marchés, bien que le législateur semble s'en soucier, comme dans l'article 10 de la directive européenne du 19 décembre 1996 concernant des règles communes pour le marché intérieur de l'électricité : 
« Les États membres peuvent obliger les compagnies de distribution à approvisionner des clients situés dans une zone donnée. La tarification de ces fournitures peut être réglementée, par exemple pour assurer l'égalité de traitement des clients en cause. »

## Péréquation des États

### Allemagne
En Allemagne, le système de péréquation (Länderfinanzausgleich) permet à tous les Länder d'obtenir des moyens budgétaires similaires quelle que soit leur richesse. Il comprend plusieurs types de transferts, de l'État fédéral aux Länder et directement entre les Länder. Les Allemands opposent couramment leur kooperativer Föderalismus (fédéralisme coopératif) au Wettbewerbsföderalismus (fédéralisme compétitif) en vigueur en Suisse ou aux États-Unis.

### Canada
La Constitution du Canada, par l'article 36 de la Loi constitutionnelle de 1982, vise à « donner aux gouvernements provinciaux des revenus suffisants pour les mettre en mesure d’assurer les services publics à un niveau de qualité et de fiscalité sensiblement comparable. »  Un système de péréquation est prévu à cette fin pour redistribuer la richesse entre les provinces.
La formule de péréquation est révisée tous les cinq ans, pour tenir compte des changements économiques de chaque région.

### Suisse
En Suisse, la péréquation qui date originellement de l'établissement de l'État fédéral de 1848 et qui concerne à la fois la répartition des tâches et des recettes entre la Confédération et les cantons et entre les cantons et les communes, a été complètement revue selon le principe de subsidiarité au début des années 2000. Elle est basée sur 5 mécanismes dont 2 sont liés aux finances publiques (la péréquation des ressources visant à rétablir l'équilibre entre les cantons et la compensation des charges pour les cantons centraux) et 3 aux tâches publiques (l'attribution claire des tâches, la rationalisation des tâches communes et le renforcement des coopérations inter-cantonales).

### France
Le mécanisme de la péréquation entre les collectivités territoriales est consacré par l'article 72-2 de la Constitution depuis la révision constitutionnelle du 28 mars 2003 : "la loi prévoit des dispositifs de péréquation destinés à favoriser l'égalité entre les collectivités territoriales". 
Elle se pratique directement de l'État vers les collectivités par dotation. On considère que la modulation des crédits alloués par l'État aux collectivités territoriales lors d'attribution, de transfert, de nouvelles compétences constitue une forme de péréquation ponctuelle.
En 2011 les recettes fiscales propres représentaient 60 % des recettes de fonctionnement et les concours financiers de l’État 28 %.